# Gouvernement du Royaume-Uni
Pour le sujet général sur la gouvernance britannique, voir Politique au Royaume-Uni.
Ne pas confondre avec le terme général de Gouvernement de Sa Majesté au sein des nations du Commonwealth.
Pour les articles homonymes, voir HMG.
Le Gouvernement du Royaume-Uni (en anglais : Government of the United Kingdom), officiellement appelé Gouvernement de Sa Majesté (en anglais : Her/His Majesty's Government, abrégé en HMG ou HM Government), est le gouvernement central du Royaume-Uni de Grande-Bretagne et d'Irlande du Nord. Il regroupe l'ensemble des ministères (départements exécutifs) pour la conduite des affaires nationales, connus sous l'appellation de frontbench.
Il est dirigé par le Premier ministre du Royaume-Uni (Prime Minister), qui choisit les autres membres du gouvernement. Le Premier ministre et les autres plus importants ministres siègent au Comité suprême de décision, connu sous le nom de Cabinet.
D'après la Constitution du Royaume-Uni, l'autorité exécutive appartient au monarque. Cette autorité est exercée uniquement par, ou sur le conseil, du Premier ministre et du Cabinet. Les membres du Cabinet conseillent le monarque en tant que membres du Conseil privé (Privy Council). Ils exercent aussi le pouvoir directement en tant que chefs des départements exécutifs du gouvernement.
Les ministres (secrétaires d'État ou secretary of State) sont tous membres du Parlement (members of Parliament). Le gouvernement est responsable devant le Parlement pour la législature, ce qui implique en pratique que le gouvernement doit demander une réélection au moins tous les cinq ans. Le monarque nomme un Premier ministre en tant que chef du parti le plus à même de collaborer efficacement avec la majorité élue du Parlement.
Le Parlement britannique utilise le système de Westminster, une démocratie parlementaire qui demeure aujourd'hui le système le plus utilisé dans les différentes politiques nationales à travers le monde. La plupart des nations qui utilisent le système de Westminster sont les nations actuellement ou anciennement membres du Commonwealth.
L'actuel Premier ministre est Keir Starmer du Parti travailliste, en fonction depuis le 5 juillet 2024.

## Historique

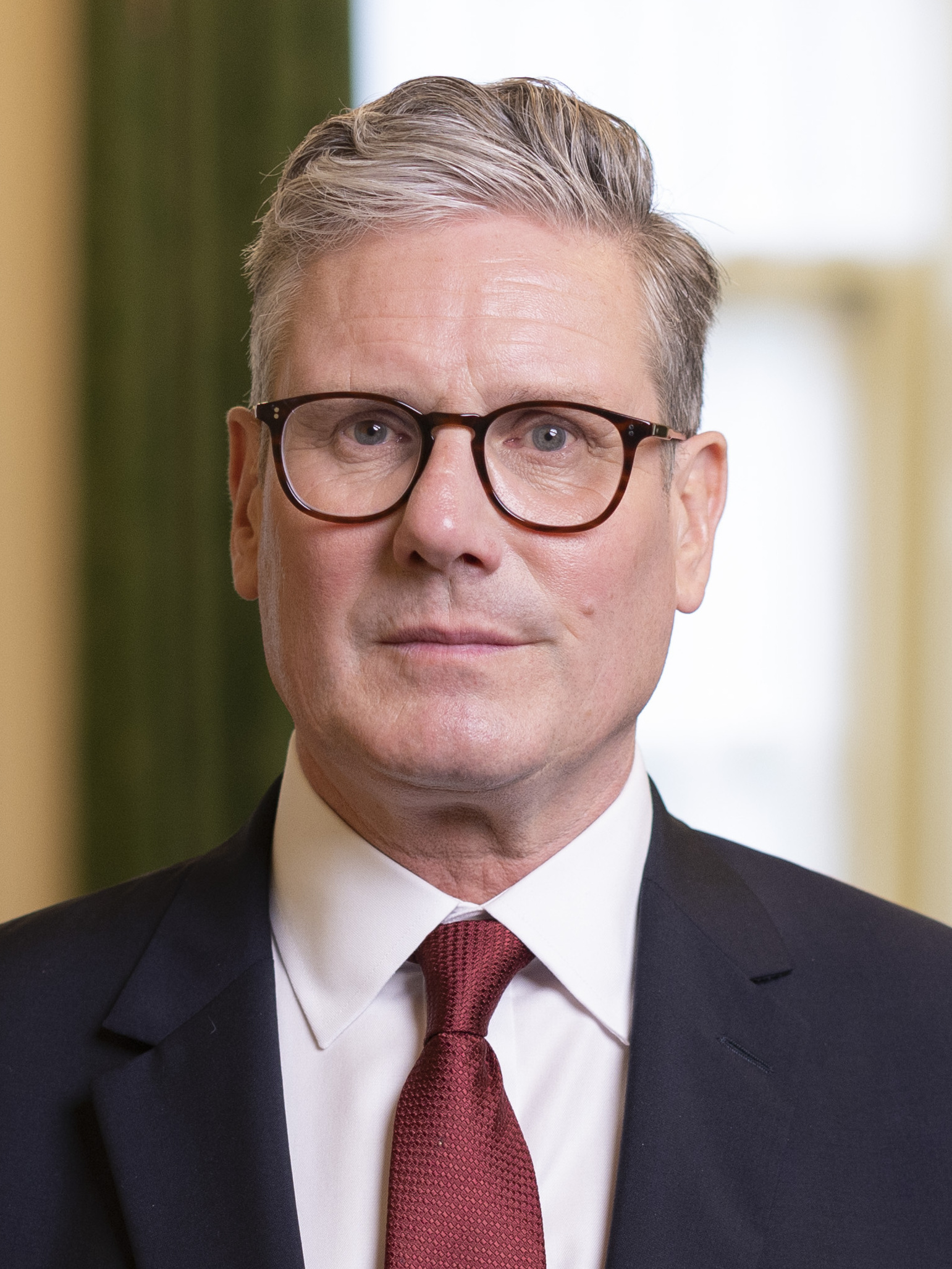
Keir Starmer, Premier ministre du Royaume-Uni.

Le Premier ministre, chef du gouvernement, est basé au 10 Downing Street à Westminster, qui est aussi le lieu de réunion du cabinet. La plupart des départements exécutifs du gouvernement sont également situés dans le quartier de Whitehall.
Le 5 mai 2011 est organisé un référendum sur le mode de scrutin, proposant le remplacement du scrutin uninominal majoritaire à un tour par le vote alternatif pour l'élection des députés à la Chambre des communes. Il en résulte une majorité de « non ».

## Pouvoirs du gouvernement et limites
Les pouvoirs du gouvernement de Sa Majesté incluent les pouvoirs exécutifs et statutaires, les procédures législatives déléguées et plusieurs pouvoirs de nomination et de supervision. Cependant, certains organes de décision ou officiels (les Juges, les Autorités locales, la Commission de Charité, etc.) sont plus ou moins indépendants vis-à-vis du gouvernement, et les pouvoirs de ce dernier sont également limités par ceux qu'exerce la Couronne d'après le Common law, ou accordés et régis par les Lois votées au Parlement (Act of Parliament). La validation et les limites procédurales de ces pouvoirs sont contrôlées par les tribunaux dans le cadre du contrôle de légalité.

## Départements du gouvernement
Les départements exécutifs (Executive Departments ou Ministerial Departments) sont dirigés par des Ministres (Ministers) pour traiter des affaires qui requièrent une gestion politique. Au Royaume-Uni, les ministres sont appelés Secrétaire d'État (Secretary of State), et la plupart sont membres du Cabinet.
Les ministres du gouvernement sont assistés par 560 000 fonctionnaires travaillant dans les 24 départements ministériels et leurs agences exécutives.

## Le gouvernement au Parlement
Le principe de base du Système constitutionnel britannique est la responsabilité du Gouvernement  devant le Parlement, principe appelé gouvernement responsable (Responsible government).
Les Ministres sont responsables devant la Chambre dans laquelle ils siègent ; ils y font des déclarations et répondent aux questions de ses membres. En général, la plupart des Ministres appartiennent à la Chambre des communes plutôt qu'à la Chambre des lords.
Depuis le début du XXe siècle, il est admis que le Premier ministre doit toujours appartenir aux communes.
En pratique, le Chancelier de l'Échiquier doit aussi être membre des Communes. Les Lords ont des pouvoirs limités vis-à-vis du budget de l'État, et il serait politiquement inacceptable que l'annonce du budget soit faite à la Chambre des lords, où les députés ne pourraient pas interroger directement le Chancelier (à la tête du Trésor de Sa Majesté).

## Le gouvernement et la Monarchie
Le monarque britannique, actuellement le roi Charles III, est le chef d'État du Royaume-Uni, mais participe peu à la direction du gouvernement. Les pouvoirs décisionnaires du monarque sont délégués, par statut ou par convention, aux ministres ou officiers de la Couronne ou à des organes décisionnaires publics.
Ainsi, les actes étatiques faits au nom de la Couronne, comme les Crown Appointments (nominations au nom de la Couronne), et même s'ils sont personnellement effectués par le monarque, comme le Queen's Speech (Discours du Trône) prononcé lors de la State Opening of Parliament (Cérémonie d'ouverture du Parlement), dépendent de décisions faites ailleurs.
Le pouvoir législatif est exercé par la Couronne en Parlement, c'est-à-dire avec le conseil et le  consentement du Parlement, composé de la Chambre des lords et de la Chambre des communes.
Le pouvoir exécutif est exercé par le Gouvernement de Sa Majesté, qui comprend les Ministres, dirigés par le Premier ministre et le Cabinet, qui est formellement un comité du Conseil privé. Ils ont la direction des forces armées de la Couronne, du Civil Service et d'autres fonctionnaires de la Couronne, comme les diplomates et les services de renseignement.
Le pouvoir judiciaire est  indépendant du Gouvernement ainsi que l’Église d'Angleterre, dont  le monarque est le chef formel, et qui a ses propres structures exécutives, législatives et judiciaires.
Les autorités administratives indépendantes du gouvernement sont accordés par une loi ou via des instruments exécutifs, tels que les Ordres en conseil, les Commissions royales, etc.
À l'exception des Membres du Parlement et des autorités locales, aucun officier public n'est élu.
Selon la Constitution du Royaume-Uni, le monarque possède les pouvoirs suivants :
- le pouvoir de nommer et de renvoyer le Premier ministre
- le pouvoir de nommer et de renvoyer les autres ministres
- le pouvoir de rassembler, de proroger et de dissoudre le Parlement
- le pouvoir de déclarer la guerre ou la paix
- le pouvoir de commander aux forces armées britanniques
- le pouvoir de délivrer les passeports
- le pouvoir de nommer les évêques et archevêques de l’Église d'Angleterre
- le pouvoir de créer les pairs héréditaires ou à vie
- le pouvoir d'approuver toute loi validée par les deux chambres du Parlement, ou par la seule Chambre des communes où les Parliament Acts 1911 and 1949 sont invoqués (pouvoir de Sanction royale ou Royal Assent)
- le pouvoir de renvoyer les juges de la Cour suprême à la suite de pétitions validées et signées par la Chambre des communes et la Cour suprême
- le pouvoir de prendre toutes les mesures pour préserver la Paix du Roi (King's peace), symbolisant la préservation de la dignité de l’État

## Les gouvernements dévolus
Depuis 1998, certains domaines du gouvernement central ont été dévolus aux gouvernements locaux responsables devant un Parlement d'Écosse, du Pays de Galles et d'Irlande du Nord. Au contraire, il n'y a pas de dévolution en Angleterre.
- Écosse :
  - législatif : Parlement écossais (Scottish Parliament)
  - exécutif : Gouvernement écossais (Scottish Government)
- Pays de Galles :
  - législatif : Parlement gallois (Welsh Parliament)
  - exécutif : Gouvernement gallois (Welsh Government)
- Irlande du Nord :
  - législatif : Assemblée nord-irlandaise (Northern Ireland Assembly)
  - exécutif : Exécutif nord-irlandais (Northern Ireland Executive)

## Les gouvernements locaux
Il existe jusqu'à trois niveaux d'autorités locales élues (les comtés, les districts et les paroisses) existent dans toutes les régions du Royaume-Uni, qui sont à certains endroits fusionnés à des autorités unitaires. Ils ont limité les pouvoirs locaux à lever des impôts. Beaucoup d'autres autorités et organismes ont aussi des pouvoirs légaux, généralement soumis à la supervision du gouvernement central. En plus du pouvoir législatif, le gouvernement de Sa Majesté a une influence considérable sur les autorités locales par l'intermédiaire des subventions.